# التغير المناخي في نيوزيلندا

التغير المناخي في نيوزيلندا من 1883 الي 2013

يشير التغير المناخي في نيوزيلندا إلى التغيرات التاريخية في مناخ نيوزيلندا ومساهمة نيوزيلندا واستجابتها إلى الاحتباس الحراري. في 2014، ساهمت نيوزيلندا بما يقارب 0.17 بالمئة من إجمالي انبعاثات الغازات الدفيئة في العالم. ولكن، على أساس مساهمة الفرد، تُعتبر نيوزيلندا باعثًا بارزًا، إذ تأتي في المركز 21 من ناحية الانبعاثات الأعلى في العالم وفي المركز الخامس في منظمة التعاون الاقتصادي والتنمية OECD (الدول المتقدمة الأخرى).
تزداد انبعاثات الغازات الدفيئة في نيوزيلندا بدلًا من أن تنقص. بين عامي 1990 و 2017، ازداد إجمالي الانبعاثات في نيوزلندا (باستثناء الإزالات من استخدام الأراضي وزراعة الغابات) بنسبة 23.1%. عند أخذ امتصاص ثاني أكسيد الكربون عن طريق الغابات (المصادرة) في الحسبان، ارتفع أيضًا صافي الانبعاثات (بما في ذلك الإزالات من استخدام الأراضي وزراعة الغابات) بنسبة 64.9% منذ 1990.
يُستجاب للتغير المناخي بالعديد من الطرق من خلال المجتمع المدني والحكومة في نيوزيلندا. يشمل ذلك المشاركة في المعاهدات الدولية والمناقشات الاجتماعية والسياسية المتعلقة بالتغير المناخي. لدى نيوزيلندا مخطط تبادل انبعاثات، وبدءًا من 1 يوليو 2010، أصبح قطاع الطاقة والوقود الحفري السائل -إضافة إلى بعض القطاعات الصناعية الأخرى- ملتزمين بإرسال تقارير بخصوص الانبعاثات والحصول على وحدات الانبعاثات (ائتمان الكربون) وإعطائها.  في مايو 2019، استجابةً لالتزامات مؤتمر باريس 2016، قدمت الحكومة مشروع قانون تعديل الاستجابة لتغير المناخ (صفر كربون).

## العلم وراء التغير المناخي في نيوزيلندا

### درجة الحرارة
تمتلك نيوزيلندا سجلات موثوق بها لدرجة حرارة الجو تعود إلى بدايات القرن العشرين. أُخذت درجات الحرارة من سبع محطات مناخية عبر البلاد ودُمجت للحصول على المتوسط. وفقًا للمعهد الوطني لبحوث المياه والغلاف الجوي (NIWA)، أصبح الهواء المحيط بنيوزيلندا أدفأ بمقدار 1.09 درجة مئوية.
يُعتقد أن ترتفع درجات الحرارة بمقدار 2 درجة مئوية على الأقل بحلول نهاية القرن، على الرغم من التقرير الأسترالي الصادر في 2019، الذي يُدعى الاختراق، والذي ذكر أن الخطط التي وضعتها الدول لخفض الانبعاثات في باريس ستؤدي إلى الاحترار بمقدار 3 درجات مئوية. ذكر الاختراق أن الاحترار سيصبح أعلى من ذلك لأن النموذج المستخدم لم يأخذ في عين الاعتبار حلقات التغذية الاسترجاعية بعيدة المدى الخاصة بدورة الكربون.

### انبعاثات الغازات الدفيئة
تمتلك نيوزيلندا حالة فريدة نسبيًا من الانبعاثات. في 2017، ساهمت الزراعة بنسبة 48% من إجمالي الانبعاثات، والطاقة (بما فيها المواصلات) 41% والصناعة 6.1%، والمخلفات 5.1%. في دول  Annex 1 في اتفاقية كيوتو الأخرى، تساهم الزراعة بنسبة تقارب 11% من إجمالي الانبعاثات.
بين عامي 1990 و 2016، ارتفعت انبعاثات نيوزيلندا من ثاني أكسيد الكربون (CO2) بنسبة 35.4%، والميثان (CH4) بنسبة 4.4%، وأكسيد النيتروز (N2O) بنسبة 27.6%. وارتفعت أيضًا انبعاثات الهيدروفلوروكربون (HFCs). انخفضت انبعاثات الفلوروكربون (PFCs) بنسبة 94.6%؛ وانخفض سداسي فلوريد الكبريت (SF6) بنسبة 13.4%. في المجمل، تمثل تلك الأشكال الزيادة الإجمالية في مكافئ ثاني أكسيد الكربون بنسبة 19.6%.
كان الهدف وراء مخطط تبادل الانبعاثات في نيوزيلندا، الذي دخل في حيز التنفيذ في 2008، هو توفير آلية لتشجيع العديد من القطاعات الصناعية نحو خفض انبعاثات الغازات الدفيئة. قد يكون أبطأ بالفعل من الزيادة بشكل ما. بين 2007 و 2017، انخفض إجمالي الانبعاثات المحلية بنسبة 0.9%، ما يعكس النمو في توليد الطاقة المتجددة. ولكن بين عامي 2016 و 2017، قفز إجمالي الانبعاثات في نيوزيلندا بنسبة 2.2 في المئة، فارتفعت الزيادة الإجمالية في انبعاثات الغازات الدفيئة بين 1990 و2017 بنسبة 23.1%. ارتفع إجمالي الانبعاثات (بعد طرح استخدام الأراضي وإزالة الغابات) بنسبة 64.9%. كانت الزيادات بالنسبة لكل قطاع كالتالي: الزراعة  13.5%، والطاقة 38.2%، والصناعة 38.8%، والمخلفات 2.1%.
لاحظ جرد الغازات الدفيئة في 2019 أن انبعاثات نيوزيلندا في عام 2017 من الغازات الدفيئة الستة المُدرجة في اتفاقية كيوتو كانت 16.9 طن من مكافئ ثاني أكسيد الكربون لكل فرد في السكان. في 2018، على أساس نصيب الفرد، جاءت نيوزيلندا في المركز 21 بين الدول الأكثر إسهاما في الانبعاثات العالمية، والخامس في منظمة التعاون الاقتصادي والتنمية OECD.

#### ثاني أكسيد الكربون
تمتلك نيوزيلندا سجلًا طويل المدى لثاني أكسيد الكربون الموجود في الغلاف الجوي مشابهًا لمنحنى كيلنغ. في 1970، طلب تشارلز كيلينغ من دافيد لوي -الفيزيائي المتخرج من جامعة  فيكتوريا في ويلينغتون- أن ينشئ قياسات مستمرة متعلقة بالغلاف الجوي في أحد المواقع بنيوزيلندا. اختيرت رأس بارينج المتجهة جنوبًا على المدخل الشرقي لميناء ويلينغتون لتصبح ممثلة عن الغلاف الجوي في نصف الكرة الجنوبي. على الرغم من أن غالبية انبعاثات ثاني أكسيد الكربون تأتي من نصف الكرة الشمالي، يُعتبر الغلاف الجوي في نيوزيلندا مماثلًا. أظهرت سجلات رأس بارينج أن تركيزات ثاني أكسيد الكربون ارتفعت من 325 جزءًا في المليون في عام 1972 إلى 380 جزءًا في المليون في عام 2009، وتخطت 400 جزء في المليون في عام 2015.
أظهرت نماذج اتجاهات الرياح أن تدفقات الهواء تنشأ من 55 درجة جنوبًا. أظهرت البيانات من رأس بارينجت قريبًا نفس المعدل الإجمالي للزيادة في ثاني أكسيد الكربون مقارنة بالقياسات من مرصد مونا لوا، ولكن مع اختلاف موسمي أقل.
في 2005 كان معدل الزيادة 2.5 جزء في المليون سنويًا. يُعتبر سجل رأس بارينج هو السجل المستمر الأطول لثاني أكسيد الكربون في الغلاف الجوي في نصف الكرة الجنوبي، وقد ظهر في التقييم الرابع للجنة الدولية للتغيرات المناخية IPCC: التغير المناخي في 2007، بالاقتران مع سجل ماونا لوا الأشهر. وفقًا لتقديرات الاتحاد الدولي للطاقة، تضاعفت انبعاثات ثاني أكسيد الكربون لكل فرد في نيوزيلندا في الفترة بين 1970 حتى 2000، ثم تخطت انبعاثات ثاني أكسيد الكربون لكل فرد في كل من المملكة المتحدة والاتحاد الأوروبي. تقع انبعاثات ثاني أكسيد الكربون ضمن الربع الأعلى للانبعاثات في العالم.